# José Jorge (escritor)
José Jorge (Rio de Janeiro, 11 de agosto de 1931 - 11 de dezembro de 2006) foi poeta, escritor, tradutor, professor univesitário e conferencista espírita brasileiro.

## Biografia
José Jorge, filho de Felipe José e Sra. Mercedes Roiz, graduado em Letras Neo-Latinas pela Universidade do Rio de Janeiro foi professor de Português, Francês, e de Didática de Líguas Neo-Latinas. Foi também orador e escritor com vários artigos e obras espíritas e didáticas publicadas.
Fundou o Colégio Ricardense no bairro Ricardo de Albuquerque, no Rio de Janeiro. Fundou ainda o Instituto de Cultura Espírita do Brasil (ICEB), a Associação Brasileira de Jornalistas e Escritores Espíritas, a Associação dos Divulgadores do Espiritismo, vários Centros Espíritas e Federações Espíritas de Roraima e do Amapá.
Participou do Pacto Áureo, em 1949, pela Federação Espírita Brasileira (FEB), atuando ativamente na constituição do Museu Espírita do Brasil, hoje sediado na FEB, em Brasília.
Participou também de congressos, encontros, semanas espíritas, ministrando cursos e seminários muito freqüentados no Brasil e exterior.
Em 1974, recebeu a Medalha Anchieta, pelo Estado da Guanabara.

## Obras
- Ilustrações Doutrinárias (volumes I e II), CELD (Centro Espírita Léon Denis), Rio;[5]
- Allan Kardec no Pensamento de Léon Denis, (1978) CELD, Rio;
- Índice Remissivo de O Livro dos Espíritos (volumes I,II,III), CELD, Rio;
- Antologia do Perispirito, CELD, Rio;[6]
- Relembrando Deolindo (volumes I e II), CELD, Rio;
- A desencarnação de André Luiz.

## Principais obras traduzidas
- Léon Denis, O apóstolo do Espiritismo, de Gaston Luce.[7]
- O mundo invisível e a guerra, de Léon Denis e Mesmer.
- Magnetismo animal, de Bersot.[8]